# Brachyurophis semifasciatus
Brachyurophis semifasciatus (південна лопатоноса змія) — вид отруйних змій родини аспідових (Elapidae). Ендемік Австралії.

## Поширення й екологія
Південні лопатоносі змії мешкають у південній половині Західної Австралії, за винятком крайнього півдня і південного сходу, а також на північному сході Південної Австралії та в сусідніх районах Північній Території. Вони живуть як у сухих, так і в мезофільних середовищах, від сухих чагарників і купинних луків до прибережних дюн і пустищ. Живляться яйцями плазунів. Відкладають яйця, в кладці 3 яйця.